# Klara skyddsrum

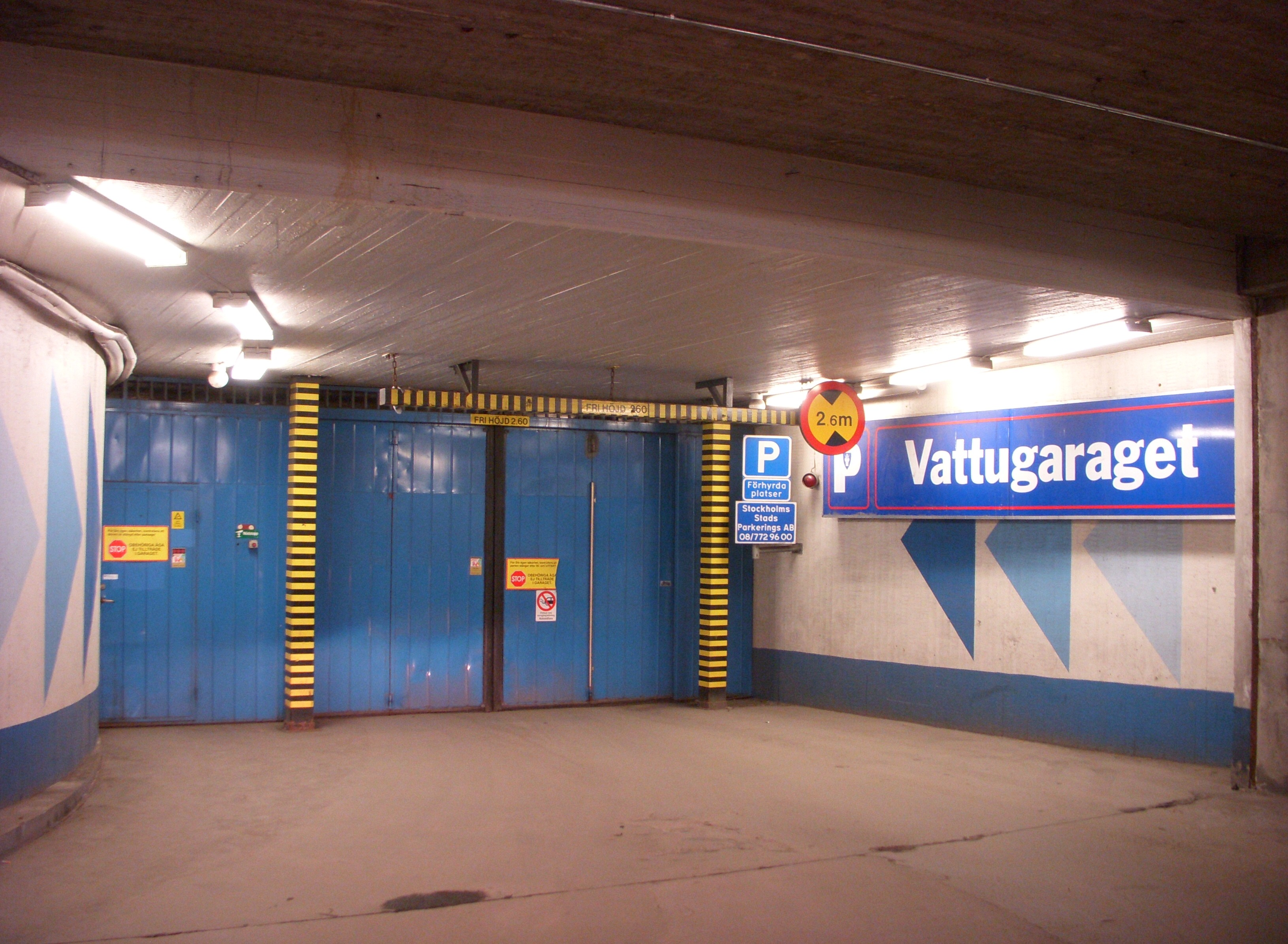
Vattugaraget, infart till Klara skyddsrum.

Klara skyddsrum (Klara-/Vattugaraget) är ett av Stockholms större skyddsrum med en yta av 6 650 m². Skyddsrummet är avsett för civilpersoner samt regeringsmedlemmar och ligger i centrala Stockholm. Skyddsrummet byggdes under kalla kriget på 1960-talet i samband med omdaningen av Stockholms city, Norrmalmsregleringen. 

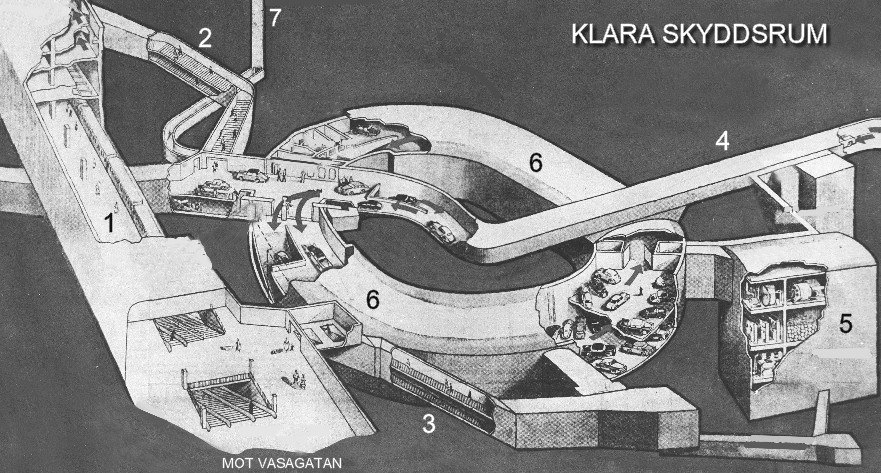
Skiss över Klara skyddsrum:
1 Station T-Centralen.
2 Inrymning från Drottninggatan.
3 Inrymning från Vasagatan.
4 Bilramp.
5 Maskinhus.
6 Skyddsrummet.
7 Hiss.

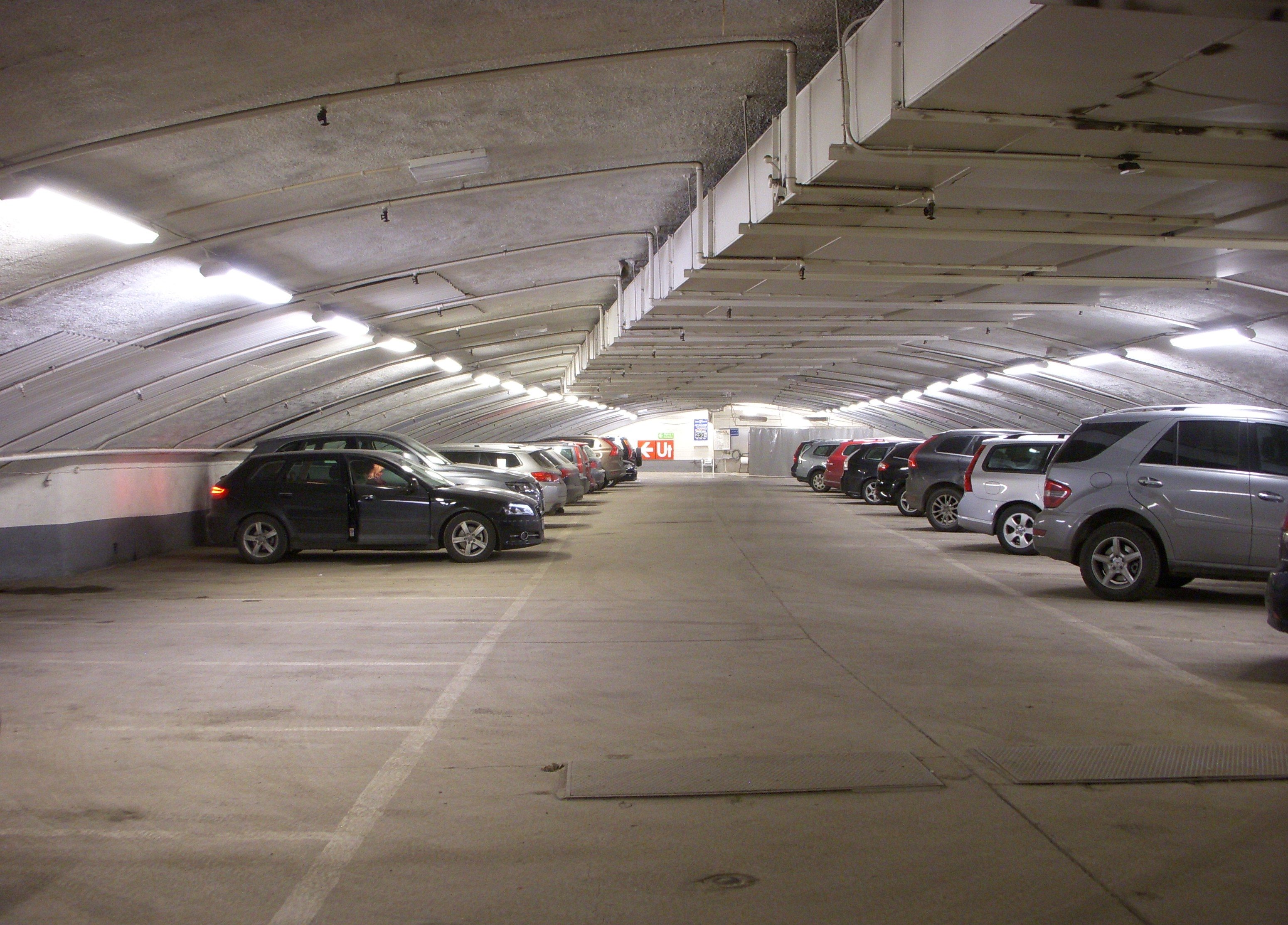
Övre plan i Klarabergsgaraget.

Klara skyddsrum byggdes för att kunna skydda delar av regeringen och befolkningen i city vid ett eventuellt militärt angrepp mot Stockholm. Anläggningen är fortfarande skyddsrumsklassad och förfogar över 296 p-platser för främst långtidsparkering.
Klara skyddsrum ligger under Sergels torg, Klara kyrka och angränsande områden. Det har flera ingångar och är byggt i två våningar. Planformen är oval. Skyddsrummet kan inrymma 8 000 personer i händelse av krig eller annan fara. I maskinhuset finns bland annat fem stora generatoraggregat. När den allmänna elförsörjningen inte fungerar skall dessa aggregat kunna generera så mycket energi att anläggningen blir självförsörjande på all kraft och belysning. Om kriget hade kommit under 1960-, 70- eller 80-talen så hade 2/3 av riksdagens och regeringens medlemmar inkvarterats i en avskild del av Klara skyddsrum, medan 1/3 hade skickats iväg till ett bergrum på annat håll. 
Klara skyddsrum har flera inrymningsvägar. Bredvid entrén till Riksbankshuset finns en ramp där man kan ta sig med bil ned till skyddsrummet, det syns inte mycket utifrån. Under trapporna (trappstegen är demonterbara) som leder från Drottninggatan till ”plattan” på Sergels torg finns en annan entré. Ytterligare ingångar finns från den gamla tunnelbaneingången bredvid Klara kyrka som är ombyggd för att leda rakt ner till skyddsrummet, dessutom från T-Centralens tunnelbanestation, från parkeringshus i Klarakvarteren och från Kungsträdgårdens tunnelbanestation. Stora delar av skyddsrummet används i fredstid som parkeringsgarage, bland annat Vattugaraget vid Vattugatan.
Inrymningsvägar sker via cirka tio meter breda trappor, för närvarande spärrade av demonterbara väggar och skyddade av 70-tons ståldörrar. För att hålla lufttemperaturen uthärdlig under skyddsdrift (8 000 personer producerar en hel del värme) finns det ett stort luftkonditioneringssystem.